# 경주역 (폐역)
경주역(Gyeongju station, 慶州驛)은 경상북도 경주시 성동동에 있는 중앙선과 동해선의 철도역이었다. 일제강점기 이후 외관을 한옥 양식으로 지은 것이 특징이다. 역사는 한국철도공사 선정 철도기념물로, 급수탑은 준철도기념물로 지정되었다.
유네스코에서 문화재 보호 차원에서 경주 시내에 있는 철로 이설을 권고했고, 경부고속선의 건설 계획에 따라 신축하기로 한 신경주역과의 통합 계획이 나오면서 오래 전부터 중앙선 철도를 건천읍 화천리에 세우는 신경주역으로 통합하기로 계획되었다. 중앙선 및 동해선의 선로 이설/복선 전철화와 함께 2021년 12월 28일 경부고속선 신경주역과 통합되었다. 폐역 후 옛 성동동 역사는 철도기념물로 지정되어 원형 그대로 보존되었다가, 2022년 12월 2일 구(舊) 경주역은 새로운 이름의 "경주문화관1918"이라는 명칭의 복합문화공간으로 개관하였다.

## 연혁
- 1918년 11월 1일 : 보통역으로 영업 개시
- 1936년 12월 1일 : 표준궤 개량 및 신축 역사 준공(경주읍 성동리 40번지)[3]
- 1947년 2월 2일 : 5급역으로 승격
- 1971년 9월 10일 : 민수용 무연탄 도착 화물 취급역으로 지정[4]
- 1974년 3월 15일 : 4급역으로 승격
- 1979년 4월 1일 : 새마을호 서울 - 경주 운행 개시
- 1981년 6월 15일 : 민수용 무연탄 도착 화물 취급역 지정 취소[5]
- 1989년 10월 22일 : 새마을호 서울 - 울산(현 태화강역) 연장
- 1993년 5월 1일 : 유료휴게실 운영 개시[6]
- 1995년 7월 1일 : 유료휴게실 폐지[7]
- 1998년 12월 1일 : 동해선 (경주~울산간) 완행열차 비둘기호 운행중단
- 2002년 10월 15일 : 새마을호 서울 - 경주 - 포항, 울산 복합열차 운행 개시
- 2004년 4월 1일 : 통일호 운행중단
- 2006년 5월 1일 : 소화물 취급 중지
- 2012년 11월 1일 :  서울 - 경주 - 포항, 울산 새마을호 운행 중지[8]
- 2013년 11월 7일 : 부산진 기점 109.7km로 변경[9]
- 2016년 4월 29일 : 부산진 기점 109.0km로 변경[10]
- 2018년 11월 1일 : 개업 100주년
- 2021년 8월 26일 : 부산진 기점 108.1km 로 변경[11]
- 2021년 12월 28일 : 선로 이설 및 신경주역과 통합함에 따라 폐역과 함께 성동동 역사는 원형 그대로 보존됨[12]
- 2022년 12월 2일: "경주문화관1918" 명칭으로 개관[13]

## 주변
- 황오동행정복지센터
- 월성동행정복지센터
- 천마총
- 경주고속터미널
- 경주시외버스터미널
- 첨성대
- 계림/월성

## 구 역사

구역사 정면
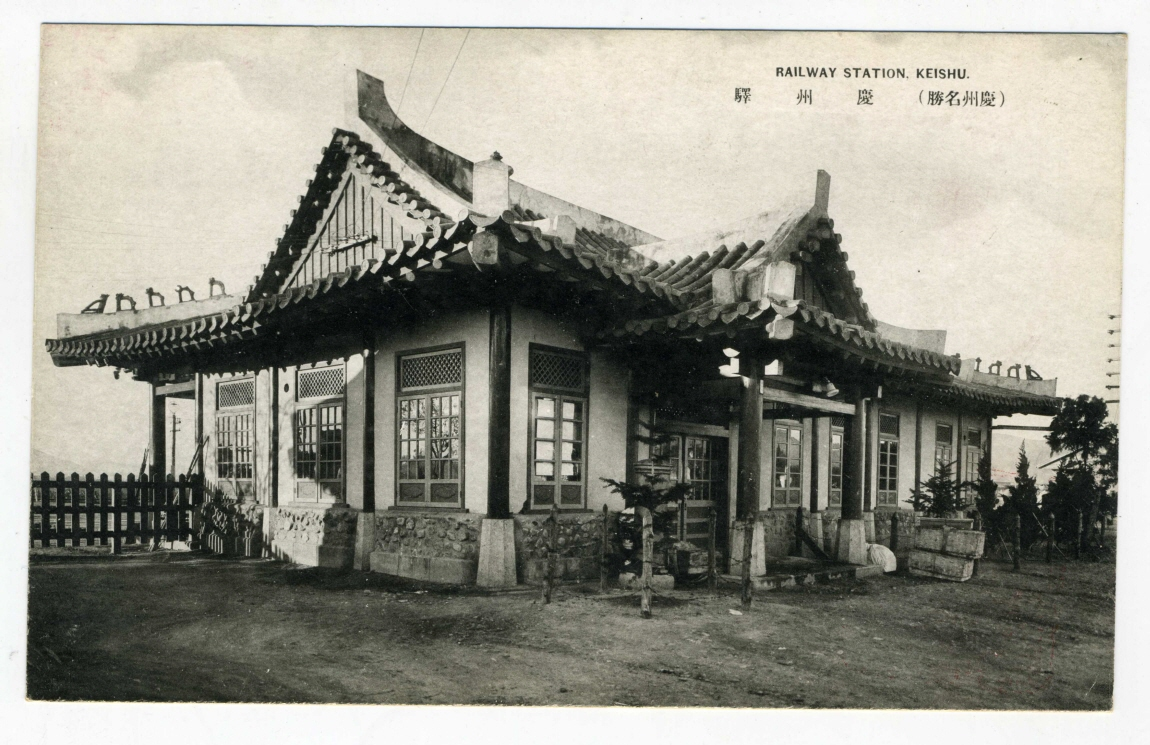
구역사 정측면
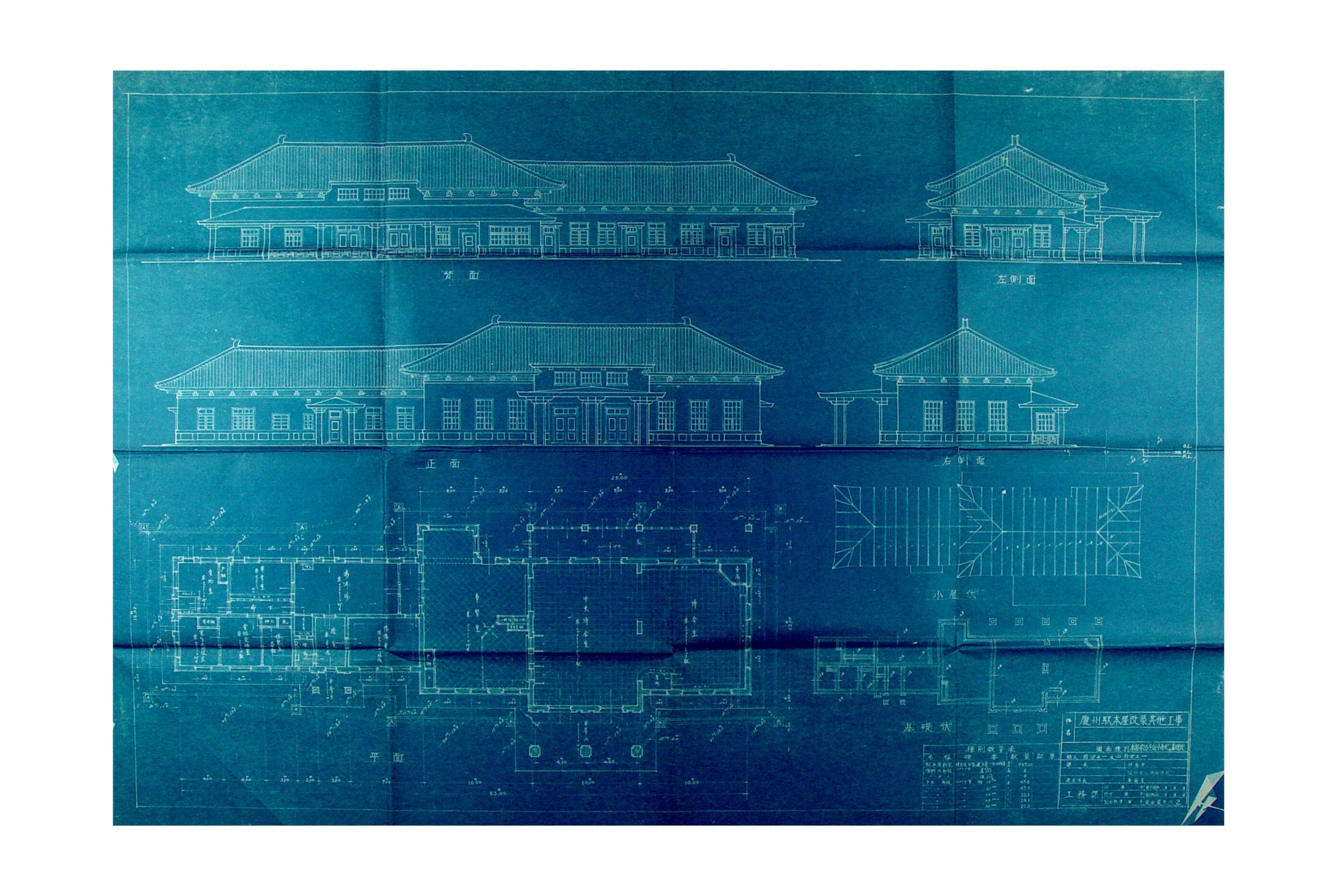
1936년에 건축한 역사 설계도
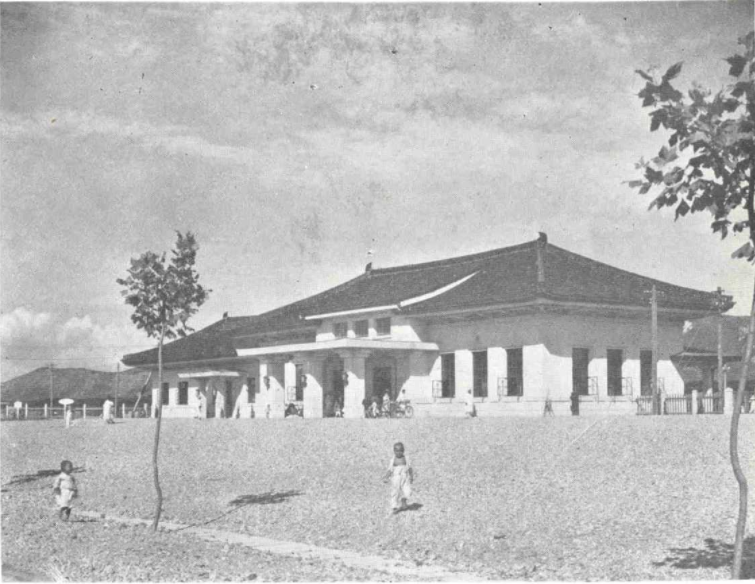
신역사 외관
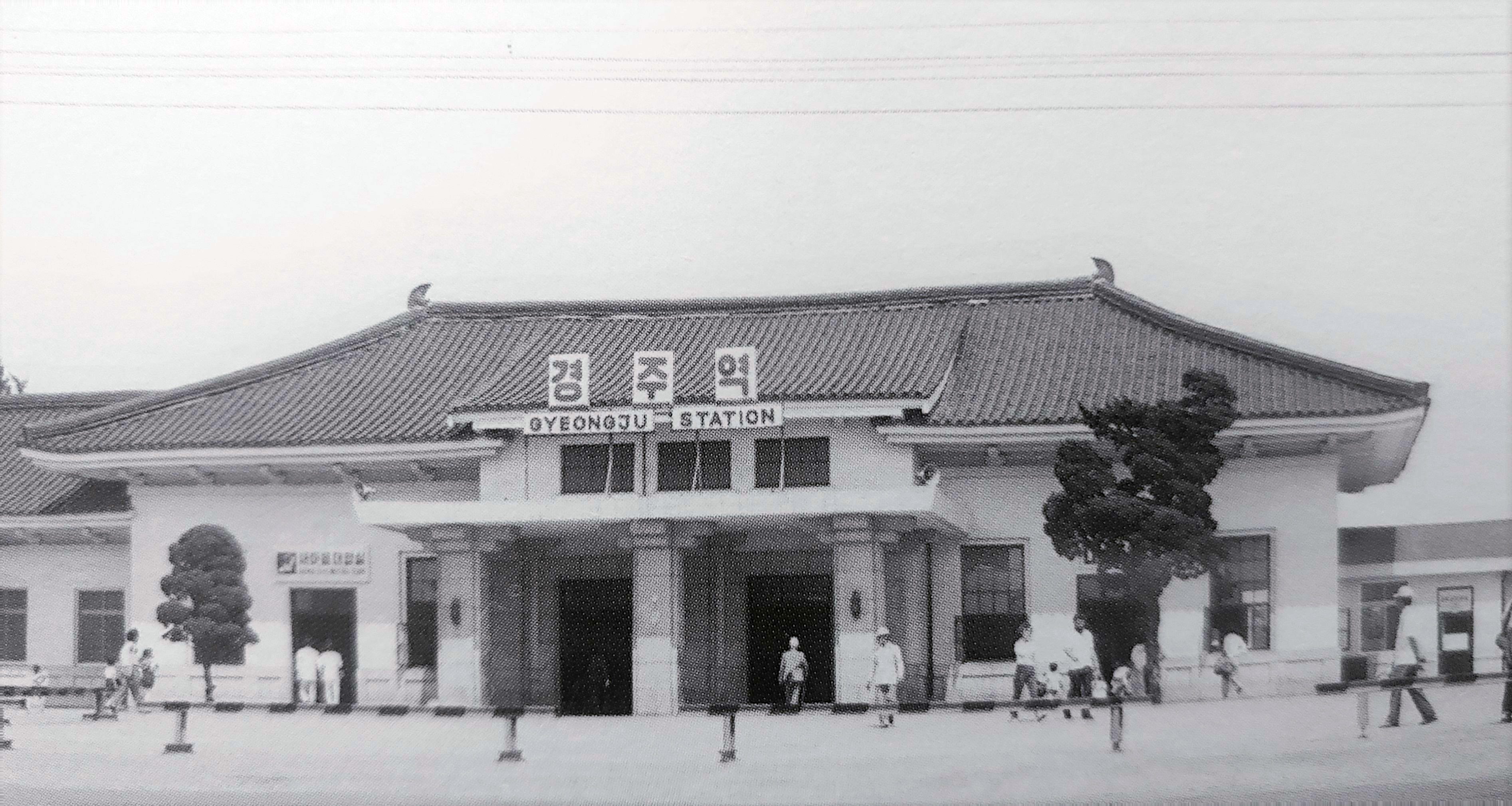
1960년대 추정된 경주역 전경
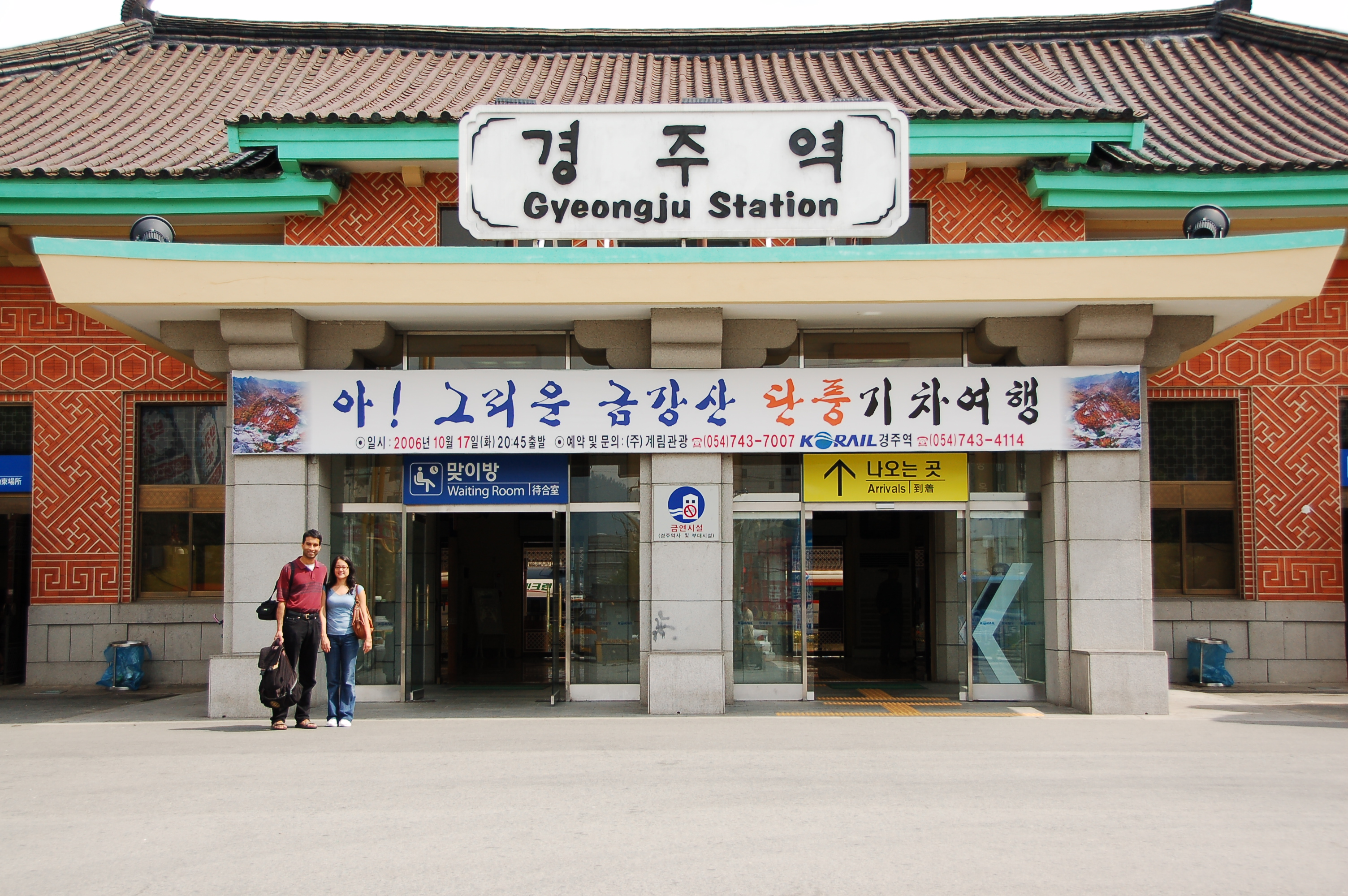
2006년 경주역 전경
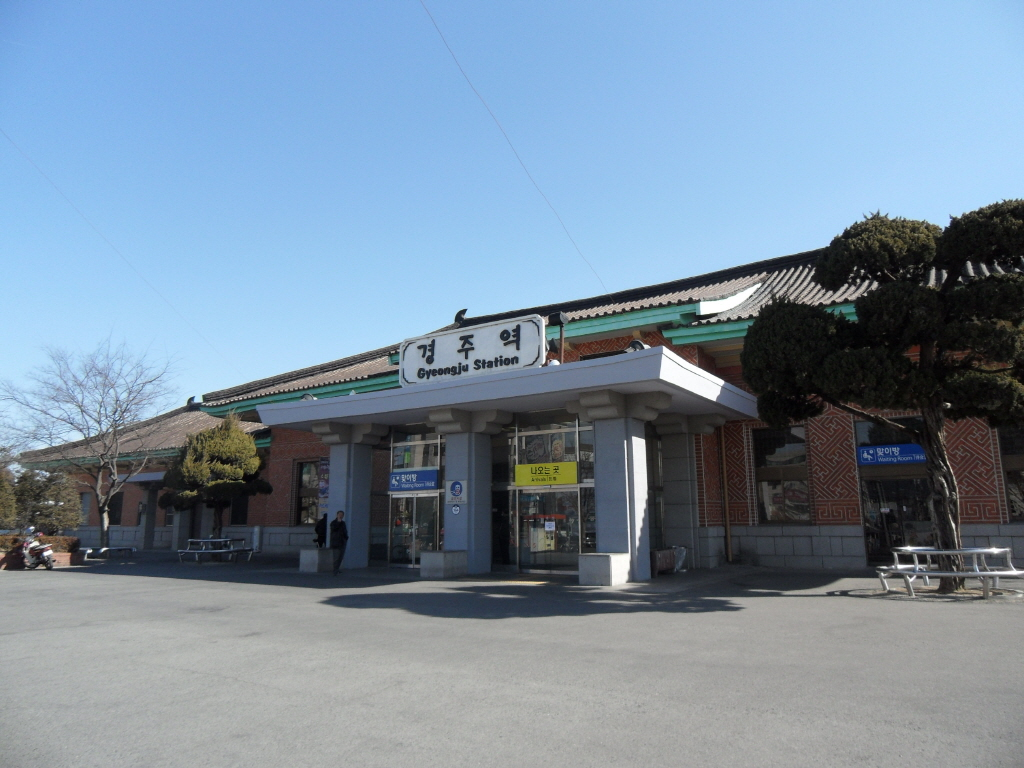
경주역
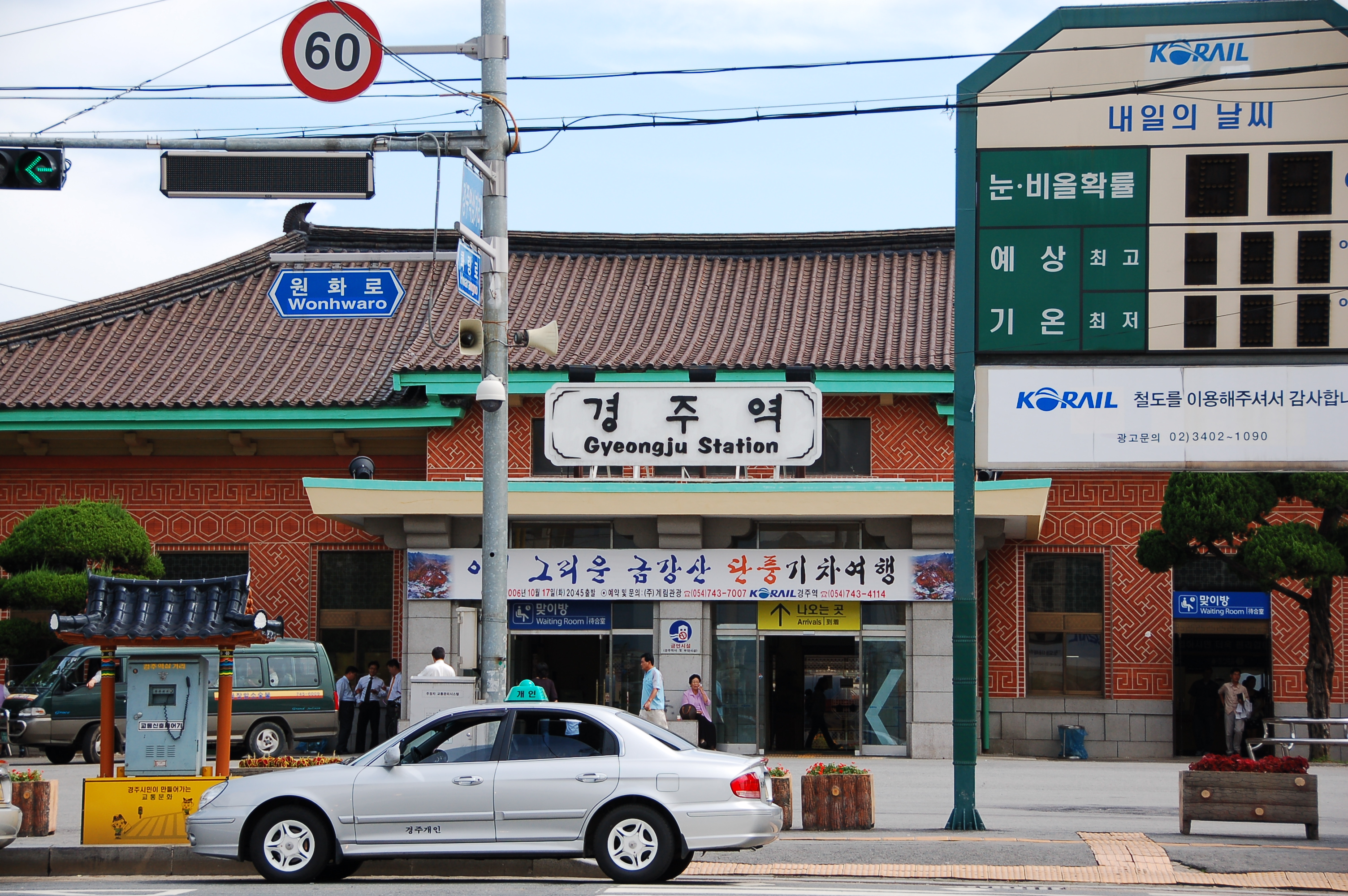
경주역광장 (경주역삼거리방면)
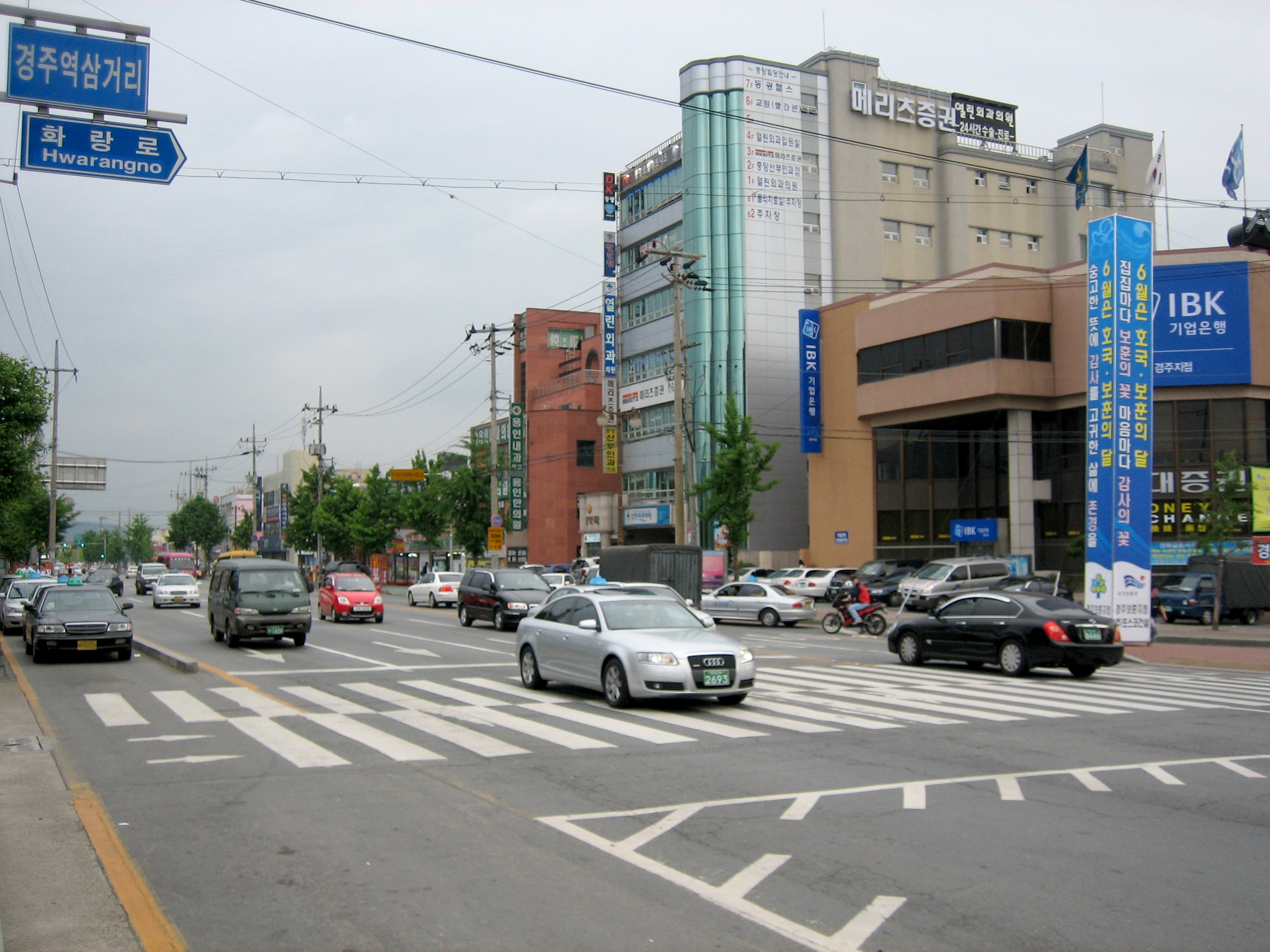
경주역삼거리 (중소기업은행 건너편)
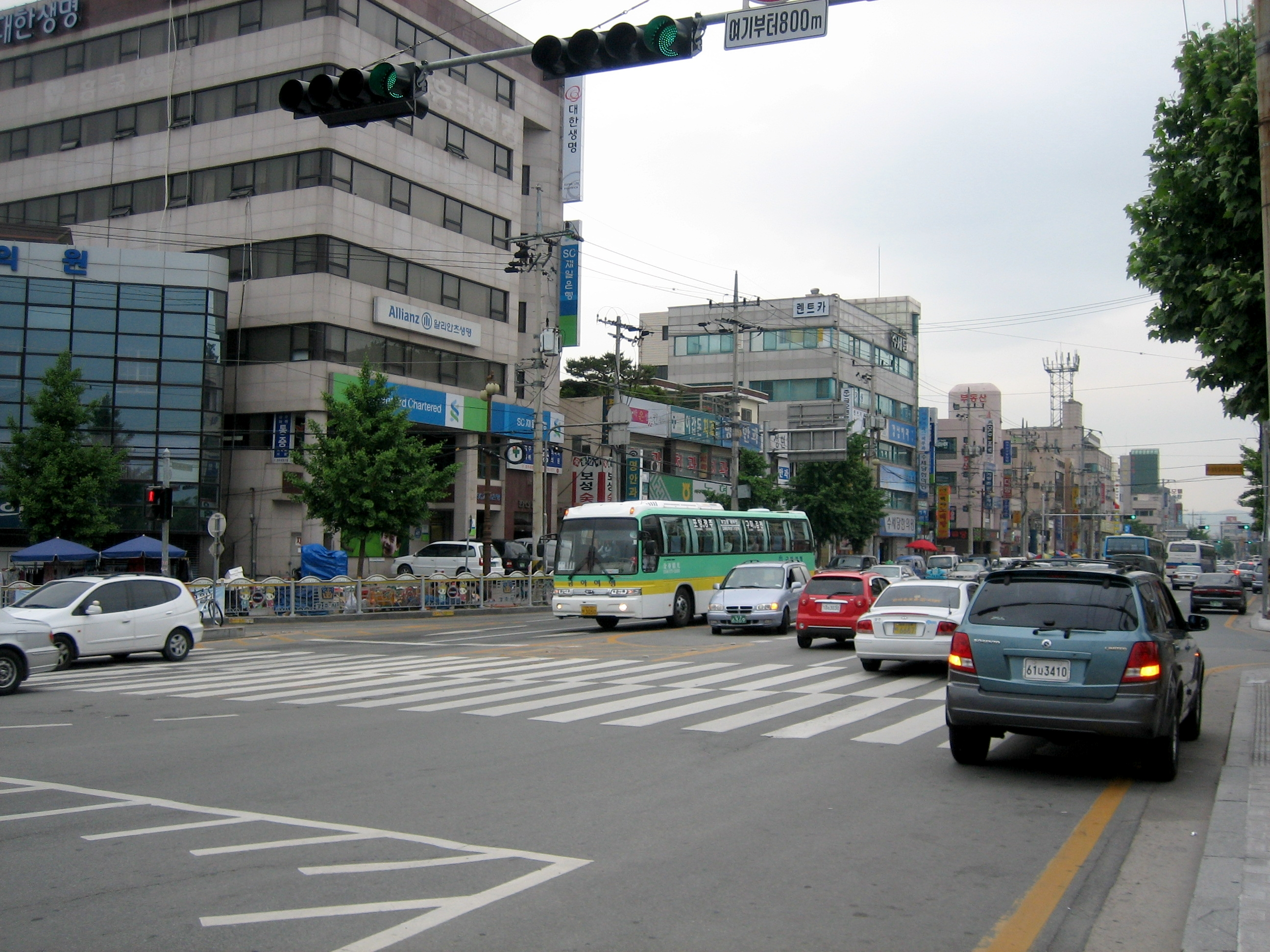
경주역삼거리 (옛 SC제일은행 건너편)